# Церква Воскресіння Господнього (Угерсько)
Церква Воскресіння Господнього в Угерсько — храм УГКЦ у селі Угерсько Стрийської громади Стрийського району Львівської области України.

## Історія
Вперше храм письмово згадується в 1507, 1566, 1570 роках, а також зазначений у податкових реєстрах. Від 1762 року діяла новозбудована дерев'яна церква, яка згоріла 1803 року. У 1818 році зведено наступну тризрубну церкву з дерева (1920 року продана у село Луг).
23 травня 1897 року місцевий о. Лев Горалевич ініціював створення в селі товариства «Просвіта». 1902 року коштом храму збудували хату‑читальню.
За проєктом львівських архітекторів Олександра Лушпинського і Тадея Обмінського протягом 1912—1913 років тривало зведення мурованої церкви. Також за пожертви емігрантів на західному фасаді церкви встановили великий годинник, який вирізняє храм серед інших.
1934 року збудовано кам'яну дзвіницю; встановлено новий іконостас, для якого ікони створив художник Юрій Магалевський, а різьблення виконав Іван Терплавець з Івано‑Франківська.
У 2007–2010 роках храм розписали дипломники та випускники кафедри сакрального мистецтва Львівської національної академії мистецтв Юрій Гречин, Владислав Малавський та Олексій Чередніченко. Керівником проєкту був професор Роман Василик. 

## Парохи
- о. Андрій Балицький (1762)
- о. Василь Рознятовський (1832—1870)
- о. Володислав Дорожинський (1870—1872, адміністратор)
- о. Михайло Трешневський (1872—1883)
- о. Михайло Марморович (1883—1884, адміністратор)
- о. Яким Федюк (1884—1890)
- о. Лев Горалевич (1890—1891, адміністратор, 1891—1920)
- о. Антін Стельмах (1920—1922, адміністратор)
- о. Антін Флюнт (1923—1944)
- о. Ігор Гаврилишин — нині.